# Anne Nassauer
Anne Nassauer (* 19. Mai 1982 in Berlin) ist eine deutsche Soziologin und Hochschullehrerin.

## Leben
Nach der Promotion 2013 an der  Humboldt-Universität zu Berlin war sie von 2016 bis 2022 Juniorprofessorin für Soziologie an der FU Berlin. Seit 2022 ist sie Professorin für Soziologie, insbesondere politische Soziologie an der Universität Erfurt.
Ihre Forschungsschwerpunkte sind unter anderem Gewalt, Kriminalität, kollektives Verhalten, soziale Bewegungen, (symbolische) Interaktion, Sozialpsychologie, Video Data Analysis, sozialwissenschaftliche Forschungsmethoden und Forschungsethik.

## Schriften (Auswahl)
- Situational breakdowns. Understanding protest violence and other surprising outcomes. New York 2019, ISBN 978-0-19-092206-1.
- mit Nicolas M. Legewie: Video data analysis. How to use 21st century video in the social sciences. Los Angeles 2022, ISBN 978-1-5297-2246-8.